# Nuoto ai Giochi della XXIX Olimpiade - 100 metri rana femminili

## Record
Prima di questa competizione, il record del mondo (WR) e il record olimpico (OR) erano i seguenti.
|  | 1'05"09 | Leisel Jones Australia | 20 marzo 2006 Melbourne, Australia |
|  | 1'06"64 | Luo Xuejuan Cina       | 16 agosto 2004 Atene, Grecia       |

Durante l'evento sono stati migliorati i seguenti record:
| Data      | Evento      | Atleta       | Nazione   | Tempo   | Record |
| --------- | ----------- | ------------ | --------- | ------- | ------ |
| 10 agosto | 7ª batteria | Leisel Jones | Australia | 1'05"64 |        |
| 12 agosto | Finale      | Leisel Jones | Australia | 1'05"17 |        |

## Batterie
Si sono svolte 8 batterie di qualificazione. I primi 16 atleti si sono qualificati per la semifinale.
| #  | Batteria | Corsia | Atleta                    | Nazionalità   | Tempo   | Note |
| -- | -------- | ------ | ------------------------- | ------------- | ------- | ---- |
| 1  | 7        | 4      | Leisel Jones              | Australia     | 1:05.64 | Q OR |
| 2  | 7        | 3      | Julija Efimova            | Russia        | 1:06.08 | Q ER |
| 3  | 5        | 6      | Mirna Jukić               | Austria       | 1:07.06 | Q    |
| 4  | 5        | 4      | Rebecca Soni              | Stati Uniti   | 1:07.44 | Q    |
| 5  | 7        | 1      | Suzaan van Biljon         | Sudafrica     | 1:07.55 | Q    |
| 6  | 6        | 1      | Sun Ye                    | Cina          | 1:07.81 | Q    |
| 7  | 6        | 4      | Tarnee White              | Australia     | 1:07.83 | Q    |
| 8  | 7        | 6      | Joline Hostman            | Svezia        | 1:07.91 | Q    |
| 9  | 7        | 5      | Megan Jendrick            | Stati Uniti   | 1:08.07 | Q    |
| 10 | 5        | 7      | Jillian Tyler             | Canada        | 1:08.13 | Q    |
| 11 | 6        | 3      | Kate Haywood              | Regno Unito   | 1:08.18 | Q    |
| 12 | 5        | 2      | Chen Huijia               | Cina          | 1:08.24 | Q    |
| 13 | 5        | 3      | Annamay Pierse            | Canada        | 1:08.25 | Q    |
| 14 | 6        | 2      | Kirsty Balfour            | Regno Unito   | 1:08.30 | Q    |
| 15 | 5        | 1      | Asami Kitagawa            | Giappone      | 1:08.36 | Q    |
| 16 | 7        | 8      | Elise Matthysen           | Belgio        | 1:08.37 | Q    |
| 17 | 6        | 6      | Mequmi Taneda             | Giappone      | 1:08.45 |      |
| 18 | 7        | 2      | Elena Bogomazova          | Russia        | 1:08.63 |      |
| 19 | 3        | 2      | Sara Elbekri              | Marocco       | 1:08.66 |      |
| 20 | 6        | 5      | Sarah Poewe               | Germania      | 1:08.69 |      |
| 21 | 6        | 7      | Hannah Westrin            | Svezia        | 1:08.80 |      |
| 22 | 4        | 4      | Roberta Panara            | Italia        | 1:08.90 |      |
| 23 | 4        | 5      | Jung Seulki               | Corea del Sud | 1:09.26 |      |
| 24 | 6        | 8      | Julija Pidlisna           | Ucraina       | 1:09.72 |      |
| 25 | 5        | 5      | Hanna Chlistunova         | Ucraina       | 1:09.95 |      |
| 26 | 4        | 2      | Diana Gomes               | Portogallo    | 1:10.02 |      |
| 27 | 4        | 3      | Ina Kapiš'ina             | Bielorussia   | 1:10.15 |      |
| 28 | 4        | 1      | Dilara Buse Günaydin      | Turchia       | 1:10.45 |      |
| 29 | 5        | 8      | Sophie de Ronchi          | Francia       | 1:10.46 |      |
| 30 | 4        | 6      | Angeliki Exarchou         | Grecia        | 1:10.47 |      |
| 31 | 3        | 6      | Adriana Marmolejo         | Messico       | 1:10.73 |      |
| 32 | 4        | 7      | Nicolette Teo             | Singapore     | 1:10.76 |      |
| 33 | 3        | 3      | Smiljana Marinović        | Croazia       | 1:10.94 |      |
| 34 | 2        | 4      | Yekaterina Sadovnik       | Kazakistan    | 1:11.14 |      |
| 35 | 4        | 8      | Jolijn van Valkengoed     | Paesi Bassi   | 1:11.26 |      |
| 36 | 7        | 7      | Sonja Schober             | Germania      | 1:11.36 |      |
| 37 | 3        | 4      | Liliana Eugenia Guiscardo | Argentina     | 1:11.43 |      |
| 38 | 2        | 5      | Valeria Silva             | Perù          | 1:11.64 |      |
| 39 | 3        | 8      | Tatiane Sakemi            | Brasile       | 1:11.75 |      |
| 40 | 3        | 5      | Erla Dögg Haraldsdóttir   | Islanda       | 1:11.78 |      |
| 41 | 3        | 1      | Réka Pecz                 | Ungheria      | 1:12.17 |      |
| 42 | 2        | 6      | Danielle Beaubrun         | Saint Lucia   | 1:12.85 |      |
| 43 | 3        | 7      | Nađa Higl                 | Serbia        | 1:13.19 |      |
| 44 | 2        | 3      | Mayumi Raheem             | Sri Lanka     | 1:15.33 |      |
| 45 | 2        | 2      | Nibal Yamout              | Libano        | 1:16.17 |      |
| 46 | 2        | 7      | Oksana Hatamkhanova       | Azerbaigian   | 1:20.22 |      |
| 47 | 1        | 5      | Asmahan Farhat            | Libia         | 1:21.68 |      |
| 48 | 1        | 4      | Ann Salnikova             | Georgia       | 1:21.70 |      |
| 49 | 1        | 3      | Mariam Pauline Keita      | Mali          | 1:24.26 |      |

## Semifinale
| #  | Batteria | Corsia | Atleta            | Nazionalità | Tempo    | Note |
| -- | -------- | ------ | ----------------- | ----------- | -------- | ---- |
| 1  | 2        | 4      | Leisel Jones      | Australia   | 1:05.80  | Q    |
| 2  | 1        | 5      | Rebecca Soni      | Stati Uniti | 1:07.07  | Q    |
| 3  | 2        | 5      | Mirna Jukić       | Austria     | 1:07.27  | Q    |
| 4  | 2        | 6      | Tarnee White      | Australia   | 1:07.48  | Q    |
| 5  | 1        | 4      | Julija Efimova    | Russia      | 1:07.50  | Q    |
| 6  | 1        | 3      | Ye Sun            | Cina        | 1:07.72  | Q    |
| 7  | 2        | 2      | Megan Jendrick    | Stati Uniti | 1:08.07  | Q    |
| 8  | 2        | 8      | Asami Kitagawa    | Giappone    | 1:08.23  | Q    |
| 9  | 1        | 6      | Joline Hostman    | Svezia      | 1:08.26  |      |
| 10 | 2        | 1      | Annamay Pierse    | Canada      | '1:08.27 |      |
| 11 | 2        | 7      | Kate Haywood      | Regno Unito | 1:08.36  |      |
| 12 | 1        | 7      | Chen Huijia       | Cina        | 1:08.60  |      |
| 13 | 1        | 2      | Jillian Tyler     | Canada      | 1:09.00  |      |
| 14 | 1        | 8      | Elise Matthysen   | Belgio      | 1:09.00  |      |
| 15 | 1        | 1      | Kirsty Balfour    | Regno Unito | 1:09.23  |      |
| 16 | 2        | 3      | Suzaan van Biljon | Sudafrica   | 1:09.56  |      |

## Finale
| Posizione | Atleta         | Paese       | Tempo   | Note |
| --------- | -------------- | ----------- | ------- | ---- |
|           | Leisel Jones   | Australia   | 1:05.17 | OR   |
|           | Rebecca Soni   | Stati Uniti | 1:06.73 |      |
|           | Mirna Jukić    | Austria     | 1:07.34 |      |
| 4         | Julija Efimova | Russia      | 1:07.43 |      |
| 5         | Megan Jendrick | Stati Uniti | 1:07.62 |      |
| 6         | Tarnee White   | Australia   | 1:07.63 |      |
| 7         | Sun Ye         | Cina        | 1:08.08 |      |
| 8         | Asami Kitagawa | Giappone    | 1:08.43 |      |